# 渡辺俊二
渡辺俊二 （1938年 - ）は、少林寺流剣遊界渡辺派空手の創始者。
渡辺氏は1938年に日本で生まれ、1955年に少林寺流のシステム創設者である久高幸利の指導の下、少林寺流拳行館唐手で研修を開始。
1967年、少林寺拳法館空手道の普及を手伝うため、北米派遣の指導者に選ばれた。 カナダケベック州モントリオールで開催されたWorld Expo 67でデモンストレーションを行った後（創設者の息子である久孝正之）、米国メリーランド州ボルチモアに定住し、日本空手センターを開設。 2012年までに、渡辺俊二は教えられたように、教え続けている。
1970年代半ば、北米の少林寺龍拳館空手組織が分裂。 渡辺俊二、米国の森田実、カナダの石野茂とともに、小林寺流剣遊界空手連盟を設立。 その後、森田は引退し、石野は別の空手組織、石野少林寺流玄武館空手を設立した 。 渡辺は現在、少林寺龍拳館-少林寺流剣遊界で、渡辺は空手についての解釈を教えている。 2012年現在、ニューヨーク州ロングアイランドとオーストラリアのブリスベンに支部道場がある。
オーストラリアの少林寺龍空手道グループは、1977年から1995年まで久高正之の門弟であったが、2007年から2011年には渡辺の門下になる。 このグループは、久高の2人の主要な弟子から広範囲に学んだ数少ないグループの1つ。 オーストラリアの少林寺流空手道グループは、2011年に渡辺から独立し、少林寺流交信会空手道道場を設立。  ジェイソン・ロマーの指導の下、ブリスベンの聖心塾道場は、渡辺の連盟の一部であった。